# Kuchyně sefardských Židů

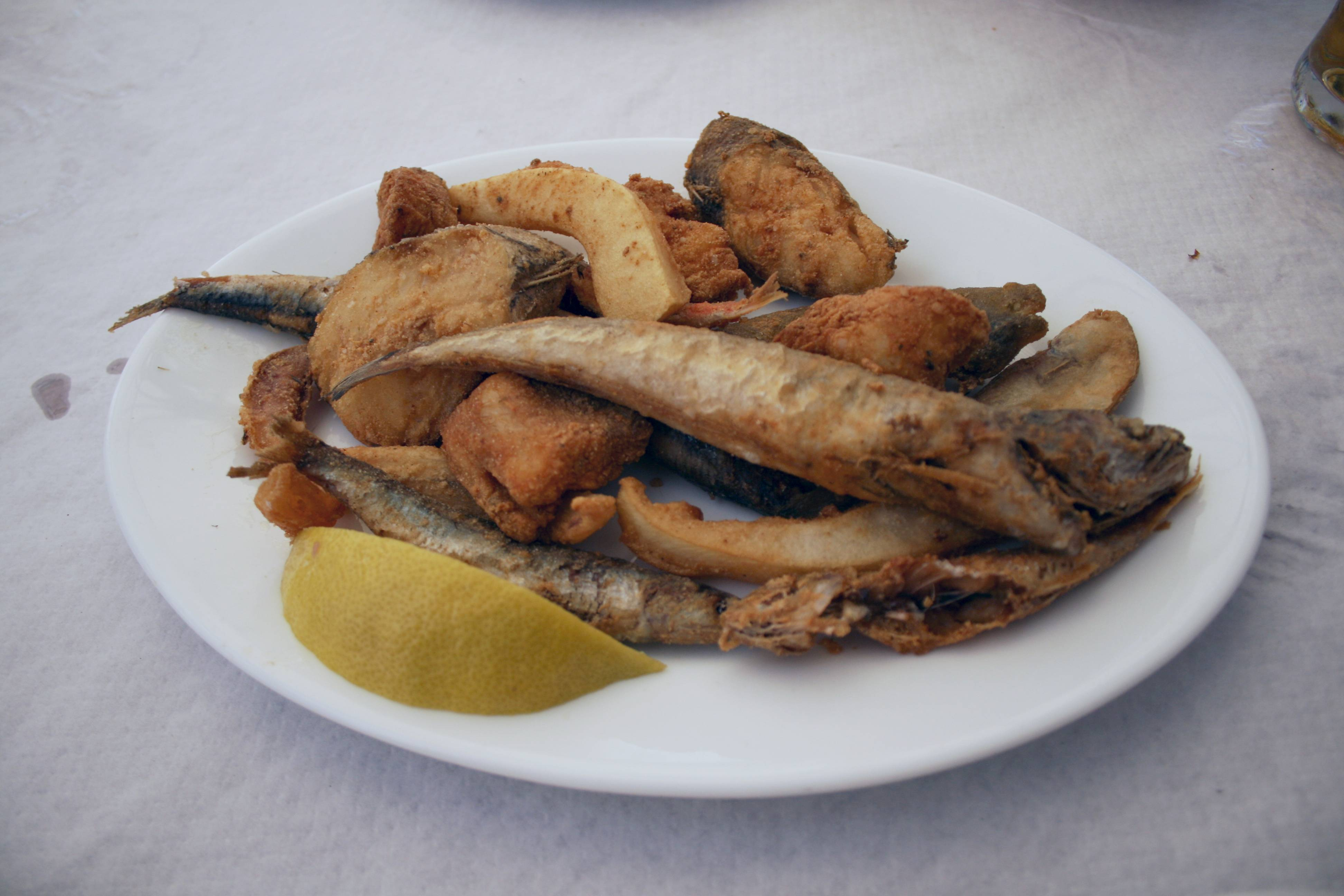
Západosefardské jídlo pescado frito. Předchůdce Fish and chips, zavedené v 17. století Židy ze Španělska a Portugalska, je nyní také jádrem britské kuchyně

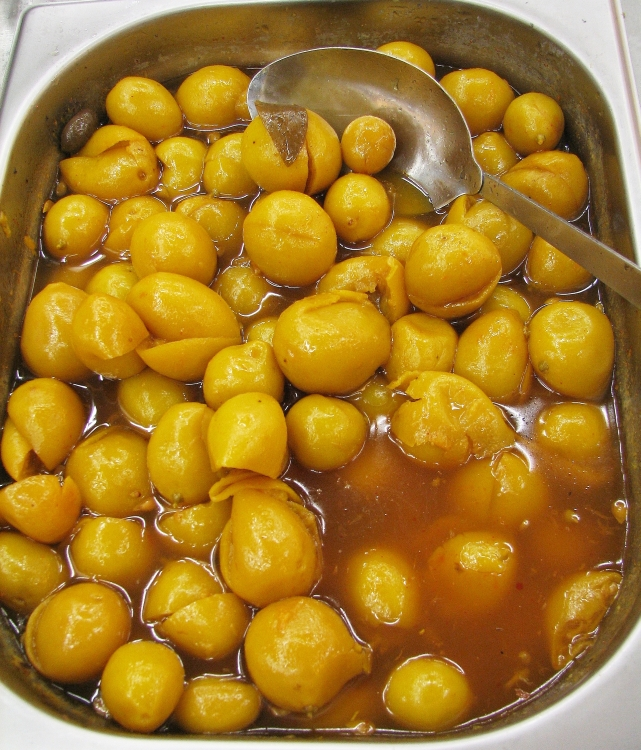
Nakládané citrony v marockém stylu

Sefardská kuchyně je směs kulinářských tradic, která se vyvinula mezi Židy ze Španělska a Portugalska, a těmi tohoto Iberského původu, kteří byli rozptýleni v sefardské diaspoře, a nakonec se odlišili na východní a severoafrické Sefardy, protože se usazovali v celém Středomoří, v místech, jako jsou Turecko, Řecko, Balkán, stejně jako v Arabských zemích Západní Asie a v Severní Africe. Kuchyně Sefardských Židů zahrnuje také kuchyně těch Sefardů, kteří se usadili v Holandsku, Anglii, a odtud zase někde jinde.
Ačkoli Mizrachim, původní Židé z širšího Blízkého východu (kteří nejsou španělského a portugalského původu), se někdy nazývají Sephardim v širším slova smyslu vzhledem k jejich stylu liturgie, a ačkoli existuje nějaké splývání v populaci kvůli sefardské diaspoře, sefardští Židé se také usadili v mnoha jiných zemích mimo širší Blízký Východ. Tento článek se zabývá pouze kuchyní židovské populace s původem v na Pyrenejském poloostrově, ať se usadili v jakémkoli regionu, nejen v širším Středním východě.
Stejně jako u jiných židovských etnických skupin vytvářejících židovskou diasporu, Sephardim vařili jídla, která byla oblíbená v zemích jejich pobytu, a přizpůsobena židovským náboženským stravovacím požadavkům, známým jako kašrut. Výběr potravin byl také určován ekonomickými faktory, s mnoha pokrmy založenými na levných a snadno dostupných surovinách.
Zvířata pokládaná za přípustný zdroj masa musela být poražena v souladu s židovskou rituální porážkou šchita, která dále zahrnovala jeho máčení a solení k odebrání krve. Maso bylo tedy často vyhrazeno pro svátky a zvláštní příležitosti. Mnoho sefardských jídel používá mleté maso. Mléčné a masné výrobky by nesměly být smíšené nebo podávány v jednom pokrmu. Vařená, plněná a pečená zelenina jsou jádrem kuchyně, stejně jako různé druhy fazolí, cizrna, čočka a burghul (drcená pšenice). Rýže je na místě brambor.

## Historie

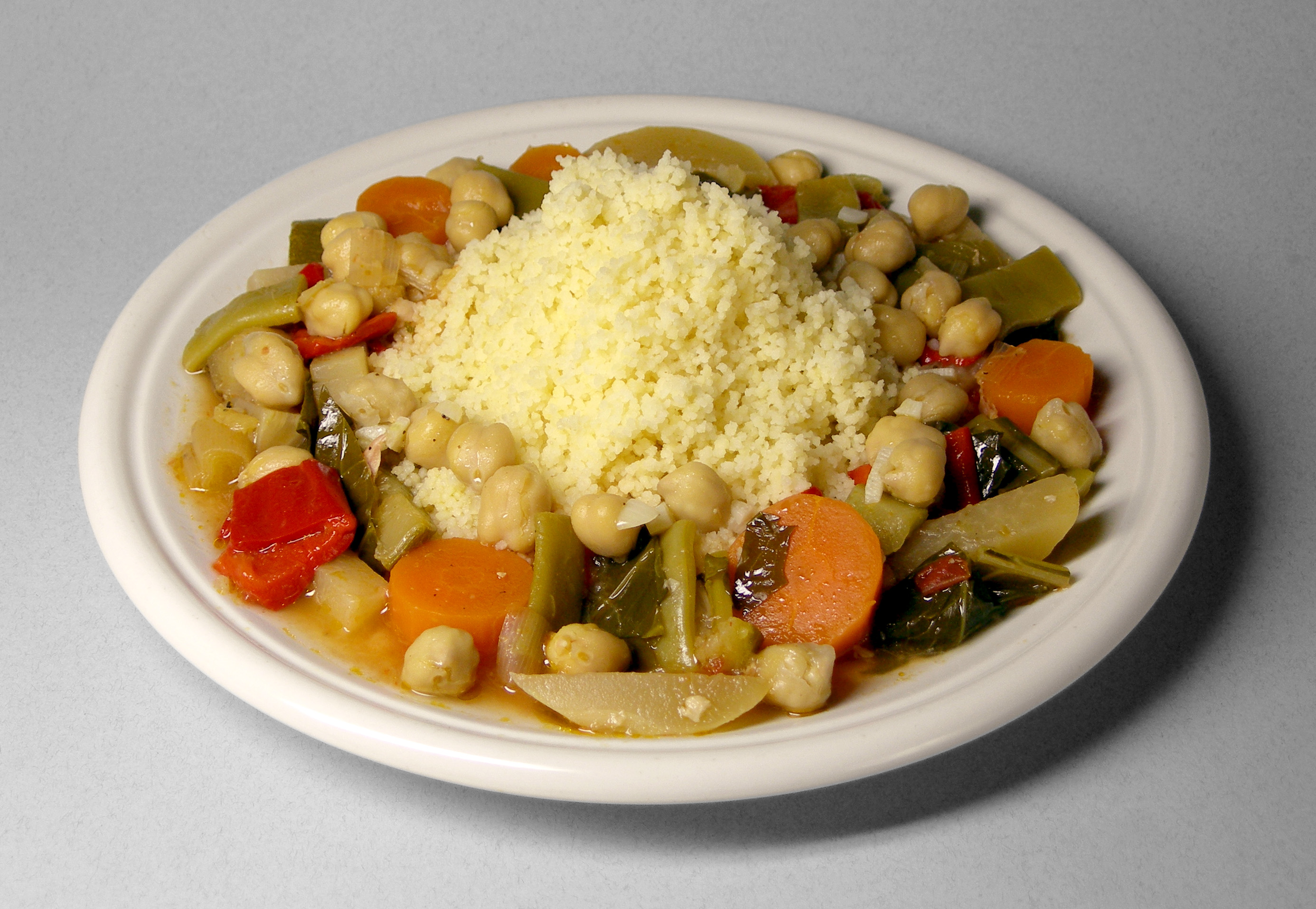
Kuskus se zeleninou a cizrnou

Sefardští Židé jsou Židé ze Španělska a Portugalska. Byli vyhnáni nebo donuceni konvertovat roku 1492. Mnozí vyhnanci se usadili v severoafrických arabsky mluvících zemích, jako jsou Maroko, Tunisko, Alžírsko a Libye a stali se severoafrickými Sefardy. Ti, kteří se usadili v Řecku, Turecku, na Balkáně, v Sýrii, Libanonu a Svaté Zemi, nazýváme Východními Sefardy. Západní Sefardové, také známí nejednoznačněji jako španělští a portugalští Židé, opustili Španělsko a Portugalsko, když Noví křesťané přicházeli v průběhu několika dalších staletí ve stálém proudu, a konvertovali zpět k judaismu v Nizozemsku, Anglii, atd.[zdroj?]
Protože již usazení Židé (například na širším Blízkém východě, "Mizrahim") se odlišují, termín Sefardští užívaný v oblasti „sefardské kuchyně“ odkazuje pouze na kulinářské tradice Židů s rodovým původem ze Španělska a Portugalska.[zdroj?]
Židé z Pyrenejského poloostrova i Židé usazení v Maroku, Tunisku, Alžírsku, Bulharsku, Turecku, Sýrii, Egyptě, Itálii a Řecku, přizpůsobili místní jídla komunit, ve kterých se usadili, aby byla košer. Od vzniku židovského státu a konvergence Židů z celého světa v Izraeli tyto místní kuchyně, se všemi rozdíly, představují sbírku kulinářské tradice obecně známé jako „sefardská kuchyně“.[zdroj?]

## Základ kuchyně

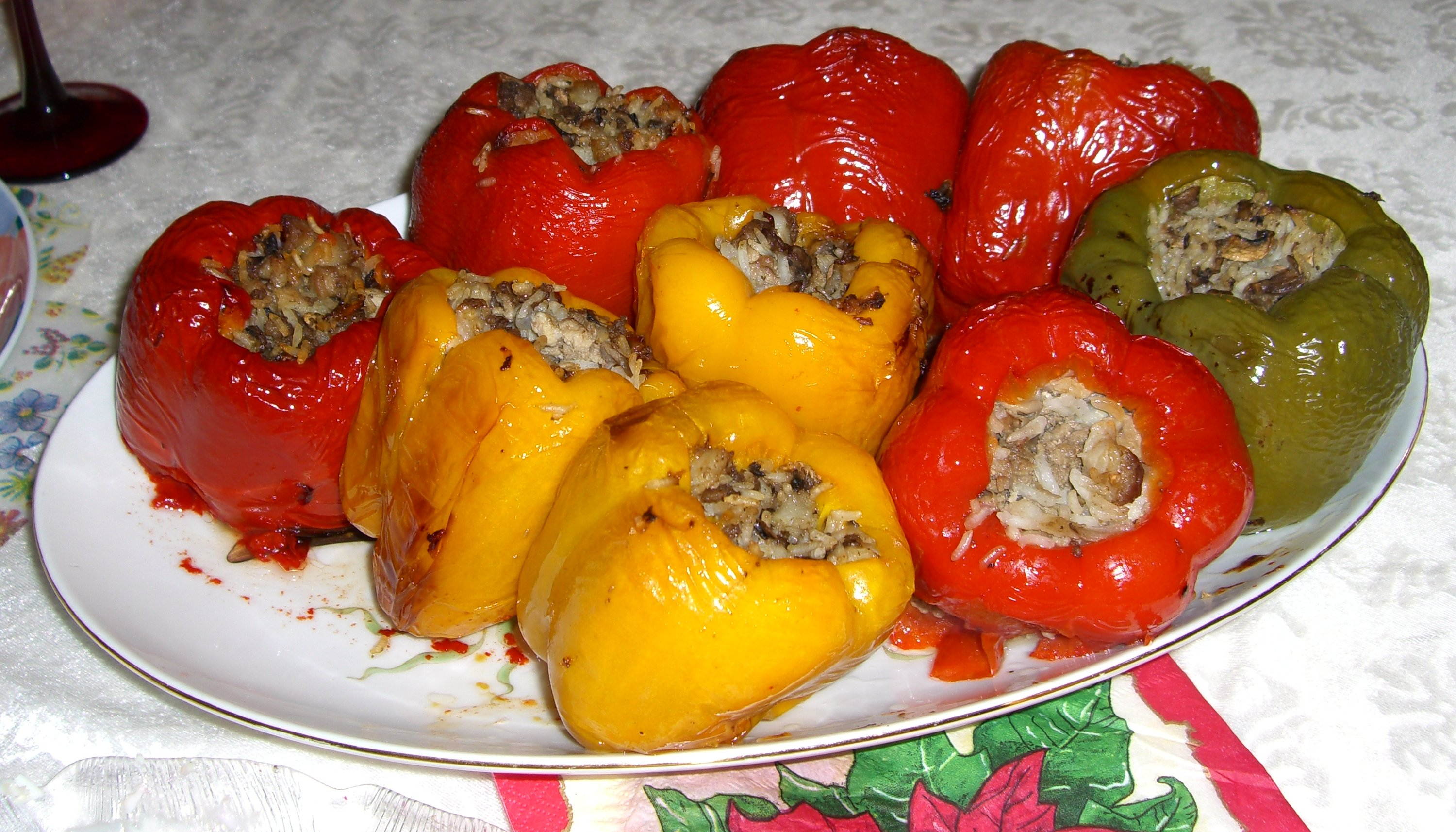
Papriky plněné rýží

Sefardská kuchyně klade důraz na saláty, plněné zeleniny a vinné listy, olivový olej, čočku, čerstvé a sušené ovoce, byliny, ořechy a cizrnu. Pokrmy z masa jsou často, z jehněčího nebo mletého hovězího. Čerstvá citronová šťáva se přidává do mnoha polévek a omáček. Mnoho masných a rýžových pokrmů začleňuje sušené ovoce, jako jsou meruňky, švestky a rozinky. Piniové oříšky jsou používány jako ozdoba.

### Bylinky a koření
V počátcích byla sefardská kuchyně ovlivněna místními kuchyněmi Španělska a Portugalska, a to jak v rámci katolického, tak islámského režimu. Zvláštní afinita k exotickým jídlům, odjinud než ze Španělska, se stala zřejmou pod muslimskou vládou, o čemž svědčí i dnes přísady, které přinesli muslimové.
Kmín, koriandr a kurkuma jsou velmi často při vaření používány. Kmín a kapary byly přivezeny do Španělska Muslimy a jsou používány v kuchyni. Kardamom ("hel") se používá k ochucení kávy. Nasekaný čerstvý koriandr a petržel jsou oblíbené ozdoby. Nasekaná máta se přidává do salátů a vařených jídel, a čerstvá máta ("nana") se podává v čaji. Skořice je někdy používána k okořenění masa, zvláště u pokrmů z mletého masa. Šafrán, který se pěstuje ve Španělsku, se používá v mnoha oblastech Sefardské kuchyně, stejně jako koření, které lze nalézt v oblastech, kde se usadili.

### Dezerty a nápoje

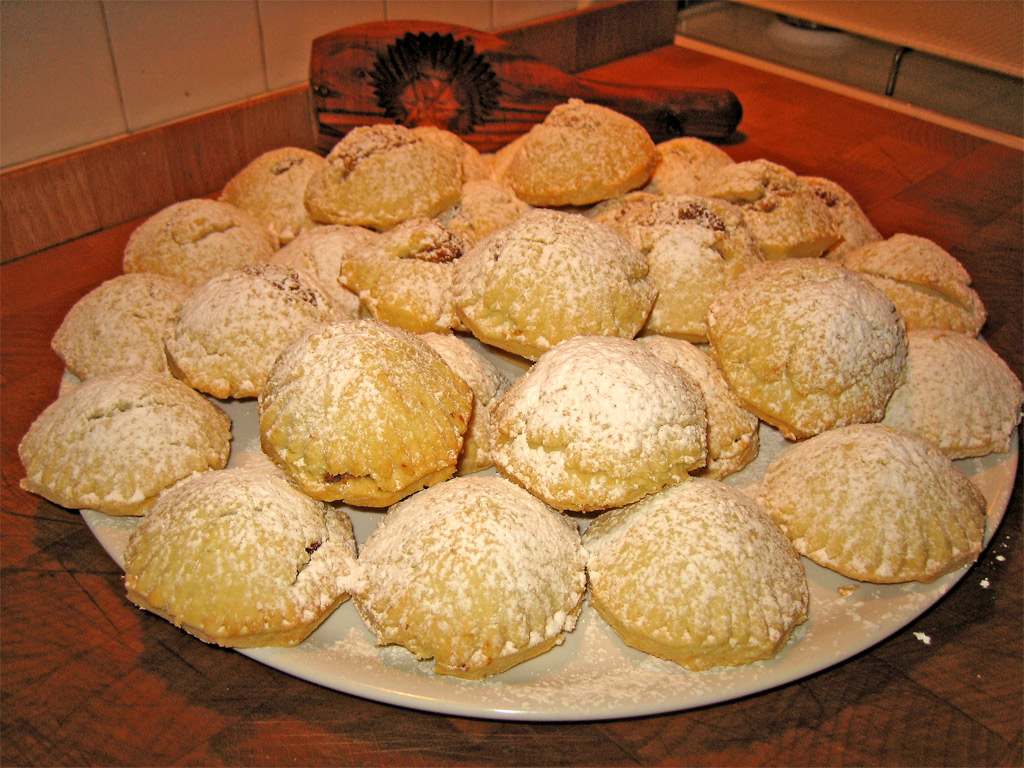
Datlemi plněný ma'amoul

Malé šálky turecké kávy, občas okořeněné kardamomem, se často podávají na závěr slavnostního jídla, doprovázené malými porcemi baklavy nebo jiného pečiva, máčeného v sirupu nebo medu. Horký sahlab, pudink tekutého kukuřičného škrobu, původně ochucovaný orchidejovým práškem (dnes vždy nahrazován umělými aromaty), se podává v pohárech jako zimní nápoj, ozdobený skořicí, ořechy, kokosem a rozinkami. Arak je preferovaný alkoholický nápoj. Růžová voda je běžnou přísadou koláčů a dezertů. Malabi, pudink ze studeného kukuřičného škrobu je postříkán růžovou vodou a červeným sirupem (všechny tyto pokrmy a ingredience tvoří přijaté pokrmy místních obyvatel, kde se židovská populace usadila).

### Nakládaná zelenina a koření
Olivy a nakládaná zelenina, jako jsou okurky, mrkev, zelí, květák, jsou standardní příloha k jídlu. Amba je omáčka z nakládaného manga. Malé nakládané citrony jsou tuniskou a marockou delikatesou.

## Šabat a sváteční jídla

### Šabat

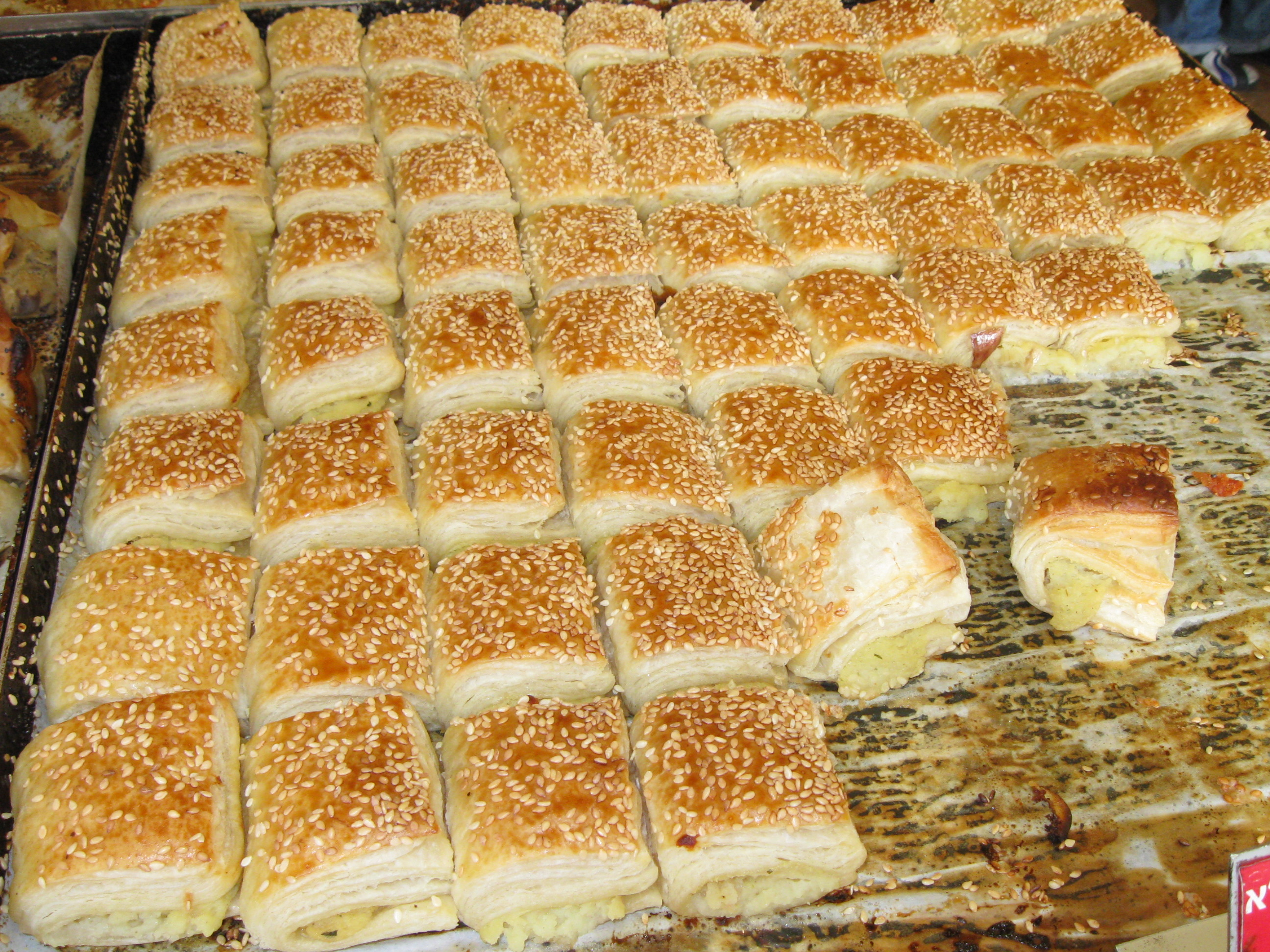
Bramborové burekas na trhu Mahane Yehuda v Jeruzalémě

O Šabatu Židé ze Severní Afriky v Tunisku a Maroku servírují chreime, ryby v pikantní rajčatové omáčce.
Protože je vaření o Šabatu zakázáno, Sefardští Židé, stejně jako jejich aškenazské protějšky, vyvinuli pomalu vařená jídla, která se dusí na mírném plameni přes noc a jsou připravena ke konzumaci další den. Nejstarší název pokrmu je „chamin“ (z hebrejského slova „cham“, což znamená „horký“), ale existuje i několik dalších jmen. Jeho aškenázský protějšek se nazývá shalet nebo šoulet. Shavfka je další sefardské jídlo, které má aškenázský protějšek, kugle. Bourekas jsou často podávány o Šabatu ráno. Pestelas, sezamovým semínkem sypané pečivo, plněné piniovými oříšky, masem a cibulí, je také tradiční.
Sambusak je půlkruhová kapsa z těsta plněná kaší z cizrny, smaženou cibulí a kořením spojeným se Sefardskou židovskou kuchyní. Podle Gila Markse, Izraelského historika jídla, byl sambusak tradiční součástí pokrmů sefardského šabatu od třináctého století.

### Pesach
Sefardské a aškenázské vaření se podstatně liší v Pesachu vzhledem k rabínským rozhodnutím, které dovolují konzumaci kitniyot, kategorie, která je zakázána Aškenázským Židům. Sefardští Židé připravují charoset, jedno ze symbolických jídel Pesachu, z různých ingrediencí. Aškenázský charoset je směs nakrájených jablek a ořechů, okořeněná vínem a skořicí, Sefardský charoset je založen na rozinkách nebo datlích a má obecně mnohem hustší konzistenci.
Mina (v Itálii známý jako scacchi) je o Pesachu konzumované maso nebo zeleninový koláč s macesovou kůrkou.

### Roš ha-šana

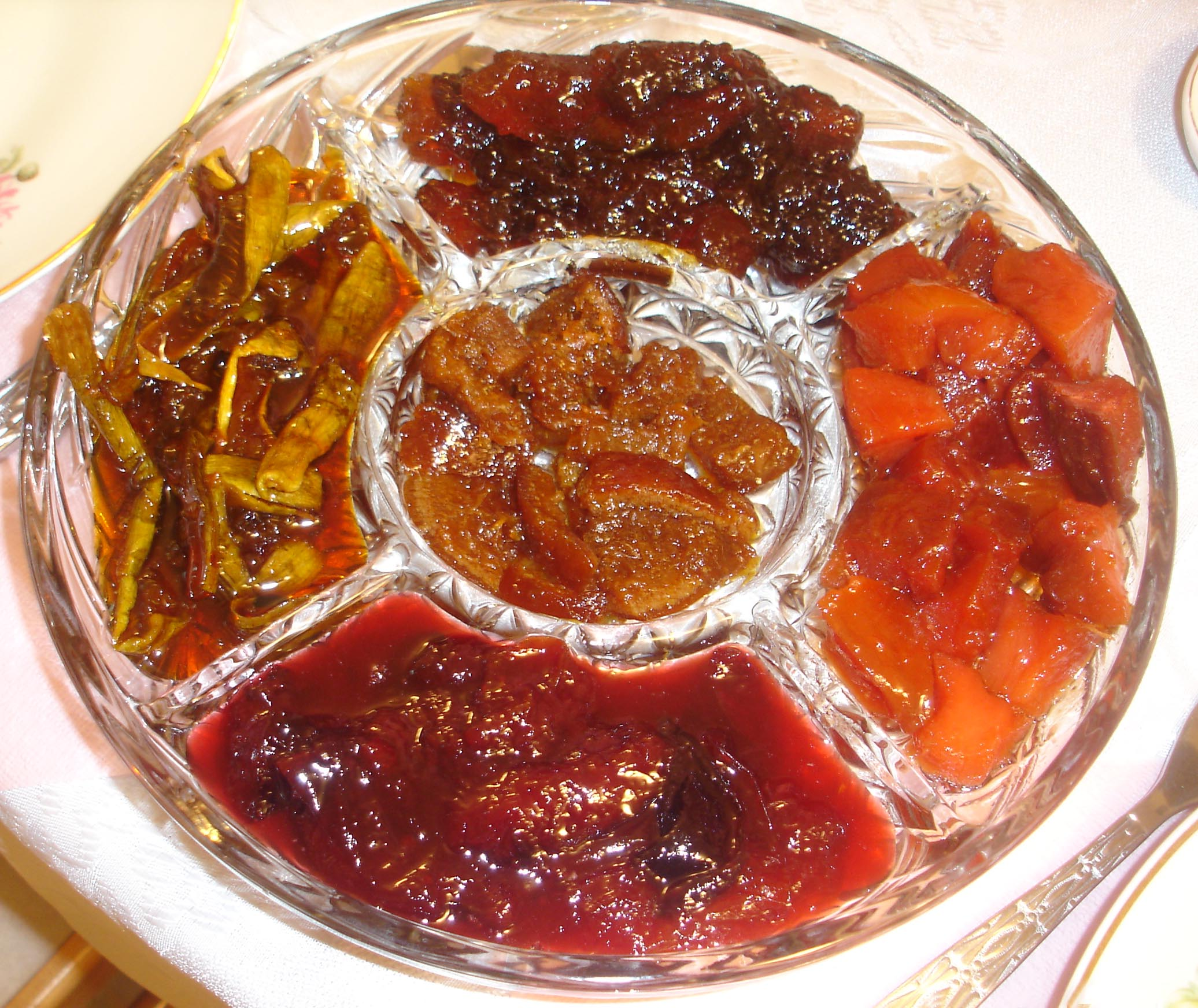
Libyjské židovské konzervované ovoce pro Roš ha-šana

Na úvod večerního pokrmu na židovský Nový rok Roš ha-šana, je tradicí jíst potraviny, symbolizující dobrý rok a odříkat krátkou modlitbu, začínající hebrejskými slovy „Yehi Ratson“ („Děj se vůle tvá“), s názvy jídel v hebrejštině nebo aramejštině, často představujícími hrátky se slovy. Pokrmy podávané v této době se tedy stala známá jako "yehi ratsones". Mezi typická jídla, často servírovaná na velkém talíři nazývaném Yehi Ratson, patří:
1. Jablka: máčená v medu nebo pečená, nebo někdy ve formě kompotu nazývaném mansanada.
2. Datle 3. Granátová jablka nebo vigna 4. Dýně: pikantní pečivo plněné dýní zvané rodanchas.
5. Pórek: v podobě lívanců zvaných keftedes de prasa.
6. Řepa: obvykle pečená a oloupaná 7. Rybí hlava: obvykle porce s celou rybou včetně hlavy.
To je také běžné symbolizovat rok plný požehnání konzumací jídel s nádivkou na Roš ha-šana, jako jsou plněný či pečený pták nebo různé varianty plněné zeleniny zvané legumbres yaprakes.

### Jom Kipur
Zvyky ohledně prvního jídla následujícího po půstu Jom Kipur se liší. Íránští Židé často jí směs z nastrouhaných jablek smíchaných s růžovou vodou s názvem „faloodeh seeb“. Syrští a Iráčtí Židé jí kulaté sezamové sušenky, které vypadají jako malé bagety. Turečtí a Řečtí Židé popíjí sladký nápoj z melounových semen.

### Chanuka
Sefardské pokrmy ke svátku Chanuka zahrnují cassolu (sladké sýrové palačinky), buñuelos (nafouknuté lívance s pomerančovou polevou), keftes de espinaca (špenátové karbanátky), keftes de prasa (pórkové placičky) a shamlias (zdobené smažené pečivo).

## Další speciality
Baba ghanoush, Baklawa, Kuskus, Falafel, Fazuelos, Ful, Haminados, turecký med, Hummus, Kibbeh, Kubbana, Kubbeh, Lahoh, Malabi, Ma'amoul, Matbucha, tuniský Mulukhiyah, Marocké doutníky, Moussaka, Mofletta, Pescado frito, Sabich, Sahlab, Shakshuka, Skhug, Sofrito, Holubky, Tabbouleh, Tagine, Yaprah,
Almadrote